# Unión Libre
Unión Libre. Cuadernos de vida de culturas es una revista gallega de creación y pensamiento abierta a temas vitales e interculturales desde una perspectiva de avanzada novedosa y libertaria, con especial atención a la memoria histórica y con un diseño artístico integral. Coordinada desde Lugo por Carmen Blanco y Claudio Rodríguez Fer, cuenta con un comité de redacción internacional compuesto por Xosé Luís Axeitos, Vsévolod Bagno, Diana Conchado, Carme Junyent, Lily Litvak, María Lopo, Kathleen N. March y Olga Novo. Ilustrada por diversos artistas (desde Isaac Díaz Pardo a Sara Lamas), contó con la colaboración de escritores gallegos y foráneos, como Luz Pozo Garza, José Ángel Valente, Noam Chomsky, Juan Goytisolo, Antonio Gamoneda, Ana Hatherly, Sergio Lima o Joan Brossa. Presenta además traducción al gallego de los clásicos eróticos latinos y de autores contemporáneos como Hölderlin, Rimbaud o Dylan Thomas. Se publica anualmente, desde 1996, en Ediciós do Castro, por lo general centrando cada número en un tema monográfico:
- n.º 1:  Mulleres escritoras / Alquimia Rimbaud / Ser poeta / Poesía visual / Ruedo ibérico (1996)
- n.º 2:  Labirintos celtas / Dylan Thomas / Química Gamoneda / Amar india / Proceso Vega (1997)
- n.º 3:  Literaturas integrais / Hölderlin Valente / Visión Brossa / Díaz Pardo / Mundo pingüín (1998)
- n.º 4:  Erotismos (2000 a.c)
- n.º 5:  Cantares (2000)
- n.º 6:  Negritudes (2001)
- n.º 7:  Indíxenas (2002)
- n.º 8:  Paz (2003)
- n.º 9:  Memoria antifascista de Galicia (2004)
- n.º 10: Amores (2005)
- n.º 11: Vermellas (2006)
- n.º 12: Cinemas (2007)
- n.º 13: A voz das vítimas do 36 (2008)
- n.º 14: Lugares (2009)
- n.º 15: Meus amores celtas, de Claudio Rodríguez Fer (2010)
- n.º 16: Lobo amor, de Carmen Blanco (2011)
- n.º 17: Retrospectiva Sara Lamas (2012)
- n.º 18: Visións (2013)
- n.º 19: Ensaios en espiral, de María Lopo (2014)
- n.º 20: O vello cárcere de Lugo (1936-1946), de Cristina Fiaño (2015)
- n.º 21: A cabeleira multilingüe (Poema en 65 idiomas), de Claudio Rodríguez Fer (2016)
- n.º 22: No principio foi o pracer, de Olga Novo (2017)
- n.º 23: Calidoscopio romanés, de Adina Ioana Vladu (2018)
- n.º 24: Letras lilas, de Carmen Blanco (2019)

Ediciós do Castro, Sada, La Coruña. ISSN 1137-1250. Depósito legal C-1668-1996.
Como proyecto de Unión Libre, dio comienzo en 2010 la colección de cuadernos gratuitos Poesía para tod@s, iniciada con el volumen Poemas polas vítimas do 36 en Galicia y continuada con Poemas para Lugo, Poemas para lucenses, Poemas polas vítimas do 36 nas rías de Vigo e Pontevedra, Anarquista ou nada (Poemas de memoria libertaria) y Poemas para pais. En ellos colaboraron Claudio Rodríguez Fer, Carmen Blanco, Olga Novo y Cristina Fiaño.  

## Web
- Unión libre. Cadernos de vida e culturas

- Datos: Q686801